# Col Basset (Sestriere)
Col Basset (Sestriere) este o arie protejată (arie specială de conservare — SAC, sit de importanță comunitară — SCI) din Italia întinsă pe o suprafață de 271 ha, integral pe uscat.

## Localizare
Centrul sitului Col Basset (Sestriere) este situat la coordonatele 44°58′56″N 6°52′28″E / 44.982222°N 6.874444°E.

## Înființare
Situl Col Basset (Sestriere) a fost declarat sit de importanță comunitară în septembrie 1995 pentru a proteja 1 specie de animale. Situl a fost protejat și ca arie specială de conservare în iulie 2016.

## Biodiversitate
Situată în ecoregiunea alpină, aria protejată conține 7 habitate naturale: Grohotișuri termofile și vest-mediteraneene, Pante stâncoase calcaroase cu vegetație casmofită, Mlaștini turboase de tranziție și turbării mișcătoare, Pajiști alpine și subalpine calcaroase, Păduri alpine de Larix decidua și/sau Pinus cembra, Grohotișuri calcaroase și de șisturi calcaroase de la nivelul montan până la nivelul alpin (Thlaspietea rotundifolii), Pajiști alpine și boreale.
La baza desemnării sitului se află o specie protejată de  mamifere: lupul (Canis lupus)
Pe lângă speciile protejate, pe teritoriul sitului au mai fost identificate 4 specii de plante, 1 specie de amfibieni, 1 specie de mamifere, 15 specii de nevertebrate.